# 湖北宜化
湖北宜化化工股份有限公司（深交所：000422）简称湖北宜化，公司坐落在湖北省宜昌市，湖北宜化的前身是创建于1977年的湖北宜昌地区化工厂。1992年，作为中国第一批股份制规范化改制试点企业之一，改制为湖北宜化化工股份有限公司，1996年7月，公司向社会公开发行1635万股人民币普通股，并于1996年8月，在深圳证券交易所成功上市，是中华人民共和国第一家氮肥类上市公司，被誉“中国氮肥第一股”。